# Милош Бабич (баскетболіст)
Милош Бабич (серб. Милош Бабић; 23 листопада 1968) — у минулому сербський професіональний баскетболіст. Виступав на позиції важкого форварда або центрового.
Був обраний на драфті 1990 під 50 номером клубом «Фінікс Санз». У день драфту Бабича обміняли у «Клівленд Кавальєрс».
Бабич відіграв у НБА 2 сезони: у складі «Кавальєрс» (1990-1991) та у складі «Хіт» (1991-1992). Всього за цей час він виходив на майданчик у 21 грі, у середньому на 4 хвилини впродовж гри. Середня результативність — 1.8 очок за гру.
Після завершення кар'єри у НБА виступав у клубах Європи та Південної Америки.